# Bataille d'Asfeld
La bataille d'Asfeld oppose les Lombards aux Gépides en 552. Les Lombards, conduits par le roi Aldoin sont victorieux, et Thorismod, le fils du roi gépide Thorisind, est tué lors de la bataille,.